# Ricardo Blázquez Pérez
Ricardo Blázquez Pérez (Villanueva del Campillo, 1942. április 13. –) római katolikus pap, a Valladolidi főegyházmegye érseke, bíboros.

## Élete
1967. február 18-án szentelték pappá. Teológiából doktorált a Gregoriana Pápai Egyetemen.

### Püspöki pályafutása
1988. április 8-án kinevezték a Santiago de Compostela-i főegyházmegye segédpüspökévé, majd május 29-én felszentelték. 1992. május 26-án kinevezték a Palenciai egyházmegye püspökévé, majd 1995. szeptember 8-án áthelyezték a Bilbaói egyházmegye püspöki székébe. XVI. Benedek pápa 2010. március 13-án kinevezte a Valladolidi főegyházmegye érsekévé. 2014-ben a Spanyol Püspöki Konferencia elnökévé választották, ezt a szerepet már korábban, 2005 és 2008 között is betöltötte. 2008 és 2014 között pedig a Konferencia alelnöke volt. Ferenc pápa a 2015. február 14-i konzisztóriumon bíborossá kreálta.